# Fernando Cury
Fernando Henrique Cury (Botucatu, 26 de maio de 1979) é um advogado, produtor rural e político brasileiro, filiado ao Partido da Social Democracia Brasileira (PSDB).

## Biografia
Concluiu a educação básica e o ensino médio em Botucatu, sua cidade natal, e frequentou o curso superior de Zootecnia na Universidade de Marília (UNIMAR) durante três anos. É formado em Direito pela Faculdade Marechal Rondon (FMR), de São Manuel.
Cury vem de uma família com tradição na política, que se dedica à causa pública há mais de 35 anos. Seu pai, Antônio Jamil Cury, esteve à frente da prefeitura de Botucatu por 10 anos (1983-1988 e 1993-1996) e seu irmão, João Cury foi prefeito de Botucatu, pelo Partido da Social Democracia Brasileira (PSDB), por dois mandatos (2009-2012 e 2013-2016), presidente da Fundação para o Desenvolvimento da Educação (FDE) (2017-2018) e Secretário da Educação do Estado de São Paulo (2018).
É o mais novo dentre os cinco filhos do casal Antônio Jamil Cury (já falecido) e Erotides Cury. Em 2011, casou-se com Renata Meneguella Cury, com quem teve dois filhos.

## Carreira política
Em 2014, aos 35 anos, iniciou sua carreira política, eleito deputado estadual com mais de 85 mil votos foi eleito para ocupar uma das 94 cadeiras da Assembleia Legislativa do Estado de São Paulo (ALESP). É um dos responsáveis pela ampliação do Partido Popular Socialista (PPS) no estado, tendo contribuído efetivamente para a criação dos diretórios em diversos municípios.
Cury apresentou o projeto de lei que institui a Semana Estadual de Prevenção, Controle e Combate ao Diabetes. O PL foi sancionado e transformado em Lei estadual, incluindo no calendário oficial do Estado de São Paulo, entre os dias 8 e 14 de novembro, a Semana de Prevenção, Controle e Combate ao Diabetes.
Em 2015, Fernando Cury representou o Brasil no Fórum Internacional de Parlamentares em Diabetes, no Canadá.
No ano de 2016, criou o Projeto de Lei que institui o Sistema Paulista de Cadastro de doação de Medula Óssea, que busca disciplinar a gestão, coleta, cadastro, procedimentos, estocagem, transplante e proteger o doador e o receptor. O PL foi sancionado e transformado em Lei no dia 6 de julho de 2018.
Em abril de 2022, após a expulsão do Cidadania, Cury filiou-se ao União Brasil (UNIÃO). Filiado ao UNIÃO, disputou sua reeleição pelo cargo de Deputado estadual, porém, não foi eleito após realizar 35.493 votos. No mês de março de 2024, filiou-se ao Partido da Social Democracia Brasileira (PSDB), sendo sua segunda passagem pelo partido.

### Desempenho eleitoral
| Ano  | Cargo                          | Votos  | Resultado  | Ref.   |
| ---- | ------------------------------ | ------ | ---------- | ------ |
| 2014 | Deputado estadual de São Paulo | 85.925 | Eleito     | [ 16 ] |
| 2018 | Deputado estadual de São Paulo | 99.815 | Eleito     | [ 17 ] |
| 2022 | Deputado estadual de São Paulo | 35.493 | Não eleito | [ 18 ] |

## Controvérsias

### Acusação de importunação sexual
Em 2020, durante uma sessão da ALESP, foi flagrado apalpando a parte lateral do seio da deputada Isa Penna (PSOL). O ato foi gravado em vídeo. A parlamentar o denunciou por importunação sexual e quebra de decoro parlamentar; entretanto, Cury negou o assédio, alegou tratar-se de um abraço e pediu desculpas. Cury teve seu mandato interrompido pela Assembleia Legislativa do Estado de São Paulo (ALESP) em 1º de abril de 2021.
No dia 6 de outubro de 2021, o parlamentar retornou às suas atividades como deputado na ALESP.
Após quase um ano do episódio, em outubro de 2021, Cury foi expulso de seu partido, o Cidadania. A decisão foi tomada pelo conselho de ética do partido tendo vinte e sete votos a favor da expulsão de Cury contra três votos pela sua permanência nos quadros do partido.
Em 6 de dezembro de 2023, Cury foi condenado a 1 ano, dois meses e 12 dias de prisão, em regime aberto, que foi convertida no pagamento de multa de R$ 26.400 e prestação de serviço comunitário.